# Гаравито, Луис
Луис Альфредо Гаравито Кубильос (исп. Luis Alfredo Garavito Cubillos; 25 января 1957, Хенова, Киндио — 12 октября 2023, Вальедупар) — колумбийский насильник и серийный убийца. В 1999 году он был признан виновным в изнасиловании и убийстве 138 детей. Число его жертв, основанное на количестве захоронений, отмеченных на карте, о которых Гаравито сообщил в тюрьме, в конечном счёте может превышать 300. Он был описан местными СМИ как «худший серийный убийца в мире» из-за большого количества жертв.
Суд приговорил Гаравито к максимально возможному в Колумбии наказанию — 40 лет лишения свободы. Позже за сотрудничество и примерное поведение ему сократили срок до 22 лет, что, как считают колумбийцы, не является достаточным наказанием за его преступления. Изначально колумбийскими законами не было предусмотрено способа ужесточить максимальную меру наказания, даже для таких как Гаравито. С конца 2006 года всё чаще обсуждался вопрос о продлении его тюремного заключения.

## Детство
Луис Альфредо Гаравито родился 25 января 1957 года в городе Хенова колумбийского департамента Киндио. Семья была неблагополучной, родители часто ссорились; Гаравито описывал своего отца как «бабника». Он утверждал, что «имел несчастье расти в семье, которая тратила своё время на споры, драки и ссоры», и что его отец причинял всем членам семьи физическое насилие. Гаравито со своими братьями и сёстрами часто прятались от отца.
Гаравито утверждал, что строгий отец общался с ним только по рабочим вопросам и поручениям и часто ругал его. Посещая школу Симона Боливара в Сейлане, он часто подвергался насмешкам и издевательствам со стороны других детей, и ему было трудно изучать большинство предметов. Сообщается, что Гаравито, получивший из-за своих очков прозвище «Гарабат» (что означает «закорючка»), подвергался издевательствам со стороны одноклассников и поэтому предпочитал оставаться один на переменах.
В 1968 году, когда Луис учился в пятом классе, отец забрал его из школы, чтобы тот подрабатывал и финансово помогал семье. Луису было запрещено заводить друзей и общаться с девочками, он должен был полностью сосредоточиться на заработке денег для своей бедствующей семьи. В 1969 году во время планового визита для вакцинации, на который его отвёз отец, Гаравито, как утверждается, подвергся сексуальному насилию со стороны фармацевта-флеботомиста, набожного и религиозного человека, который также был соседом семьи. Также сообщалось, что этот человек был близок с отцом Гаравито и, как утверждается, садистски укусил, обжёг и порезал Луиса во время инцидента; однако эксперты подвергают сомнению правдивость утверждений Гаравито.
После этого первого случая насилия Гаравито якобы убил и расчленил двух птиц из-за стресса, а затем, как сообщается, начал сексуально ласкать и неподобающе глазеть на своих младших братьев и сестёр. Гаравито также утверждал, что он приставал к шестилетнему мальчику в 1969 году. По словам семьи и друзей, Гаравито стал очень замкнутым, чрезвычайно агрессивным и «готовым отомстить миру».

## Юность
Семья переехала в Трухильо в 1971 году. Он не рассказывал о случившемся с ним изнасиловании до своего ареста из-за страха и убеждения, что его семья не поверит ему. Вскоре после прибытия в Трухильо Луиса совратил сосед: показал ему порнографию, высмеял реакцию Луиса, которому не понравилось показанное, а затем избил и изнасиловал подростка. По примеру своих родных Гаравито начал употреблять алкоголь.
В 1972 году он агрессивно пытался инициировать сексуальные отношения с местными женщинами, которые отвергли его ухаживания. В том же году его на время выгнала из дома мать за попытку совращения 5-летнего мальчика, а затем снова в 1973 году после попытки нападения на 6-летнего мальчика на железнодорожной станции Боготы. Мальчик закричал, и Гаравито ненадолго задержали. В ответ на обвинение в попытке изнасилования Гаравито объяснил, что он хотел лишь слегка позабавиться. После этого инцидента Гаравито заявил, что получил выговор от отца за то, что выбрал для сексуального насилия маленького мальчика, а не взрослую женщину. В результате их частых ссор из-за его гомосексуализма его окончательно выгнали из дома}}.
Гаравито начал работать помощником в компенсационном фонде, а затем в сети магазинов, изучал маркетинг, но он был проблемным работником и доходил до физических ссор с клиентами, коллегами и начальниками. После потери работы он работал уличным торговцем, продавая иконы, рабочим. Гаравито пытался строить платонические отношения с женщинами постарше в течение своей взрослой жизни. Гаравито начал работать на кофейной плантации в Трухильо и влюбился в школьную учительницу и мать-одиночку по имени Лус Мэри Окампо Ороско, с которой он позже посещал еженедельные мессы.
У обеих его подруг были дети, которых Гаравито, как сообщается, воспитывал, как своих собственных. Он производил положительное впечатление, когда был трезвым. Его товарищи также описывали его как дружелюбного, несмотря на его особенно вспыльчивый характер и периодические состояния опьянения, в которых он угрожал убить своего отца. Будучи пьяным, Гаравито был физически жесток к своим подругам, а также всё больше ревновал, контролировал и унижал их. В результате он часто становился объектом местных скандалов и городских сплетен, часто расставался с женщинами в результате ссор.

## Взрослые годы

### 1970-е
Гаравито страдал симптомами психоза, паранойи и депрессии, и навязчиво приставал к мальчикам и девочкам, развивая почти исключительное предпочтение к мальчикам-подросткам. Он страдал депрессией и суицидальными мыслями, связанными с низкой самооценкой, и хотел создать семью, но страдал эректильной дисфункцией, когда был пьян. Это вызывало у него вспышки ярости, в ходе которых он часто проклинал свою семью.
Гаравито начал участвовать в собраниях анонимных алкоголиков в 1978 году, перешёл в пятидесятническую веру и работал продавцом в магазине, где познакомился со своей первой девушкой Луз Мэри. Отдалившись от семьи, он оставался близок только со своей старшей сестрой Эстер, но и та старалась избегать брата из-за его алкоголизма. У Гаравито также был конфликт с младшими братьями и сёстрами из-за большей благосклонности отца к ним. Переехав в город Армения, он получил новую работу в местной пекарне. Гаравито часто посещал церковные службы, где он бил себя в грудь во время молитвы, ходил на собрания анонимных алкоголиков и время от времени лечился у психиатров. Временами он посещал парк Валенсия, чтобы воспользоваться услугами несовершеннолетних проституток.

### 1980-е
Работа Гаравито в пекарне была прекращена после драки с коллегами; впоследствии он предпринял попытку самоубийства. Затем он решил обратиться за психиатрической помощью в больницу Сан-Хуан-де-Диос и был неоднократно госпитализирован в течение весны 1980 года. Он выражал желание умереть из-за убеждения, что его жизнь «ничего не стоит». В первую очередь его лечили от депрессии, несмотря на очевидный психоз и булимию; однако ему прописали антипсихотические препараты. Намереваясь объяснить психиатру, почему он был склонен к самоубийству, Гаравито заявил, что «хочет» детей, прежде чем перефразировать это заявление так, чтобы оно подразумевало, что он просто хотел создать семью.
Позже Гаравито получил работу в 1980 году в супермаркете в Армении, в Антиокии. Впоследствии он начал недолгие отношения с матерью-одиночкой и косметологом по имени Клаудия, которая вскоре ушла от него, так как скромная карьера Гаравито, по-видимому, не могла поддерживать желаемые привычки Клаудии в расходах, поэтому он успокаивал себя, сексуально насилуя уличных детей во время обеденных перерывов в соседних Кимбайе и Каларке. В этот период Гаравито подчеркивал, что он чувствовал постоянное желание растлевать детей, часто во время работы. Осенью 1980 года он начал носить лезвия бритвы, свечи и зажигалки, чтобы пытать своих жертв ещё больше, и даже удалил зуб, чтобы кусать их более эффективно.
После своих преступлений он записывал имена своих жертв в синюю тетрадь и молился за них, ритуально шагал по комнате обнажённым и бил себя в грудь. Гаравито также читал Библию каждую ночь, пытаясь найти объяснение своему отклонению. Несмотря на свой интерес к христианству в целом и католицизму в частности, Гаравито также интересовался эзотерикой, астрологией, картами Таро, а также сатанизмом, после того как получил от друга эзотерическую книгу. Он посещал хиромантов и других предсказателей судьбы, прежде чем пришёл к выводу, что они тоже мало что знали об оккультизме. Страдая от приступов депрессии и вины за свои преступления, Гаравито утверждал, что его мучили кошмары о его жертвах, он то просыпался в слезах, то смеялся над жертвами.
Обнаружив автобиографию Адольфа Гитлера «Майн Кампф», Гаравито очень полюбил нацистского лидера и даже нашёл несколько связей между их жизнями, такими как травматическое детство, гомосексуальный опыт и годы, проведённые в бродяжничестве. Таким образом, он развил навязчивое восхищение Гитлером и массовыми захоронениями Холокоста, позже заявив следователям, что ему «нравились концентрационные лагеря». 25 января 1984 года, в свой 27-й день рождения, Гаравито был помещён под психиатрическую опеку на 33 дня после психического срыва; ему прописали антипсихотические препараты и направили на психотерапию из-за его депрессии. Получив разрешение на выезд 28 февраля, Гаравито вместо этого сбежал в Перейру, департамент Рисаральда, где он немедленно совершил растление двух детей в секторе Гетсемани, прежде чем оставить их фотографии своей старшей сестре. Когда его публично опознали, он сбежал из города. Затем Гаравито возобновил хранение скальпелей, свечей и бритвенных лезвий в пластиковых пакетах для будущих жертв. Совершив к тому времени сексуальное насилие над более чем сотней детей, Гаравито затем был ненадолго задержан за кражу драгоценностей у друга.
Гаравито также восхищался массовым убийцей Кампо Элиасом Дельгадо, ветераном Вьетнамской войны, который убил 29 человек, включая собственную мать в декабре 1986 года. Гаравито восхищался массовым вниманием, которое получил Дельгадо, и хотел подражать ему, когда смотрел заголовки новостей по телевизору в баре. С этого момента Гаравито фантазировал о том, как заполучит пулемёт, уничтожит своего отца и семью и совершит самоубийство. Гаравито чувствовал, что совершение самоубийства после массового убийства семьи было бы для него идеальным способом умереть.
В этот период Гаравито встречался с матерью-одиночкой Грасиелой Забалета, проживавшей в районе психиатрических клиник, которые он посещал. Представившись, Гаравито небрежно предложил ей стать его постоянной спутницей. Очарованная его доверием, Забалета позволила Гаравито жить с ней в Перейре в обмен на обеспечение едой и помощь в оплате счетов в домашнем хозяйстве. Гаравито обычно выступал в роли защитника и отца в домашнем хозяйстве. Так Забалета столкнулась с его алкоголизмом, который, как оказалось, в частности, был причиной его скандального и антиобщественного поведения.
После того, как его друзья Хаиро Торо и Ансизар Валенсия увидели его пьяным в компании молодых парней в местных мотелях, круг общения Гаравито впоследствии узнал о его гомосексуализме. Но о его преступлениях никто не знал. Начиная с 1988 года, он начал документировать свои нападения, храня трофеи от жертв в чёрных матерчатых чемоданах в домах нескольких своих подруг.

### 1990-е
По разным оценкам, с 1980 по 1992 год Гаравито изнасиловал и подверг пыткам не менее 200 молодых людей, в течение этого периода он активно провёл пять лет под наблюдением психиатра, несколько раз пытаясь покончить жизнь самоубийством. Где бы Гаравито ни жил в этот период, в местных СМИ появлялось большое количество сообщений о растлении малолетних.
Работая с доской Уиджа, Гаравито утверждал, что вошёл в состояние психоза, в котором дьявол спросил, хочет ли он служить ему. Получив утвердительный ответ, дьявол сказал: «Убей, ибо с убийством может произойти многое». Первое покушение произошло 1 октября 1992 года. Гаравито нашёл подростка, который продавал сладости и сигары прохожим. В состоянии опьянения он заманил юношу, которого планировал отвезти на лесной участок, в сектор отеля Melia в Боливаре, но его остановили и избили местные полицейские, один из которых ударил его по голове револьвером. Пока Гаравито истекал кровью, полицейские украли у него 1000 песо, часы и кольцо, а затем отпустили его из полицейского участка.[30]
Первым убитым стал 13-летний Хуан Карлос 4 октября 1992 года. После этого Гаравито начал регулярно менять внешность, чтобы избежать опознания и ареста. Он был известен среди местных жителей как «Гуфи», щедрый человек, который помогал детям в Трухильо. Местные жители всячески содействовали ему с документами. В течение многих лет Гаравито коллекционировал трофеи с мест преступлений: билеты, квитанции, одежду и документы жертв, всё это он хранил в чёрном тканевом чемодане, который сначала оставил у своей сестры Эстер, а затем отдал его Лус Мэри. Он также забирал отрезанные пальцы ног, но впоследствии избавился от них из-за страха, что команда собак-следопытов Колумбийской национальной полиции может выследить его по ним. В июне 1996 года Гаравито пожаловался Лус Мэри на то, что потерял временную работу продавца освежителей воздуха, умоляя дать ему место для проживания в обмен на еду и финансовую помощь. Опасаясь отказать Гаравито, она ненадолго взяла его к себе; затем Гаравито в районе Гуакамайяс в Боготе сломал ногу в августе 1996 года. Измученный болью, он временно сожительствовал с мужчиной, а после вернулся к Лус Мэри. С костылями, шейным корсетом и гипсом Гаравито занимался попрошайничеством на улице в течение двух месяцев, пока жил с ней.
Гаравито обеспечивал семью, покупал еду, однажды принёс телевизор. Однако он оставался неуравновешенным и вступил в драку с 15-летним сыном своей девушки за то, что тот хотел посмотреть местные новости. Впоследствии Лус Мэри выгнала Гаравито за это, а также за порчу золотой цепочки, которую ему подарила. Позже в том же году на Рождество Лус Мэри получила подарок от гостящего друга, что вызвало неадекватную реакцию Гаравито, который сначала угрожал ей по телефону, а затем появился на следующее утро, выкрикивая непристойности и угрозы, хватая за горло Лус Мэри, что побудило её и семью спрятаться в доме соседа. Через несколько часов Гаравито оставил записку с извинениями, в которой просил прощения за свой ущерб их дому. Местные жители прозвали его «склочником», Гаравито часто видели пьяным и скитающимся из города в город. Его неадекватное и непредсказуемое поведение не позволяло ему поддерживать близкие отношения с людьми.
В конце своей преступной деятельности он скитался по западной Колумбии, окончательно став бездомным бродягой. Устав от убийств несовершеннолетних, которых, по его мнению, было слишком легко заманить, Гаравито разработал план, чтобы в конечном итоге совершить массовое убийство, в ходе которого он похитил бы нескольких взрослых и убил их, чтобы привлечь внимание журналистов, возможно, с последующим самоубийством. Тем не менее, Гаравито так и не осуществил свой замысел, поскольку был задержан за попытку сексуального насилия над 12-летним Джоном Иваном Сабогалом 22 апреля 1999 года.

## Убийства
Постепенно Гаравито надоели «обычные» изнасилования. 4 октября 1992 года он заметил 13-летнего Хуана Карлоса, идущего около места, где он выпивал. По словам Гаравито, отражение лунного света в реке вызвало в нём «странную силу», напомнившую ему о детстве и приведшую его в ярость. Он последовал за ребёнком, купив по дороге синтетическую верёвку и нож мясника, предложил ему работу за 500 или 1000 песо. Карлос покинул многолюдный район в Хамунди вместе с Гаравито. Они отправились в отдалённый район недалеко от местной железной дороги, где мальчика позже нашли с выбитыми передними зубами, серьёзными порезами прямой кишки и горла и отрезанными гениталиями. Гаравито утверждал, что он потерял сознание и заплакал, обнаружив утром кровь на своей одежде.
10 октября 1992 года Гаравито отправился в Трухильо, чтобы увидеть свою сестру Эстер. Выпив бренди, чтобы усмирить свои импульсы, он начал разбивать контейнеры в состоянии ярости, увидев, как мимо проходит ребёнок. В результате он убил 12-летнего Джона Александра Пеньяранду по пути к дому своей сестры, находясь в Тулуа. Он также преследовал и убивал подростков, коллекционируя отрезанные пальцы ног. В 1993 году Гаравито начал разрезать животы своих жертв, заманив восемь подростков в возрасте от 9 до 11 лет из местной школы в близлежащий лесной участок в районе Ла-Виктория. Опасаясь, что его выследят, Гаравито затем выбросил отрезанные пальцы ног. Его жертвами стали Генри Джованни Гарсия, Марко Аурелио Кастаньо, Хуан Давид Карденас, Хайме Орландо Попаян и ещё трое неопознанных детей на юго-востоке Боготы. Затем он убил ещё двух детей в районе Мейсен, прежде чем отправиться в Тулуа, в Перейру, в Кимбайю, затем снова в Тулуа, где он убил ещё несколько детей. Последним в 1993 году был убит 13-летний Маурисио Монедеро Мехиа.
В начале 1994 года Гаравито заманил 12-летнего подростка из Боготы, который заснул в автобусе. Гаравито дал ему бренди, затем раздел и связал ребенка в укромном месте оврага в ошеломлённом состоянии, прежде чем почувствовал неприятный запах; затем он отпустил ребенка, обнаружив, что источником запаха была братская могила. Ребёнок немедленно схватил нож, перерезал сухожилия Гаравито на его левой руке оружием, но Гаравито убил его. 4 февраля 1994 года Гаравито заманил 13-летнего Хайме Андреса Гонсалеса с площади Боливар на поле сахарного тростника вскоре после того, как его выгнали из бара в тот вечер за жалобы на их еду, а там изнасиловал и убил его. После этого он впал в кратковременный психоз, услышал голос, осуждающий его, зарыл свой нож, помолился о прощении, снова забрал нож и вернулся в свой гостиничный номер, где декламировал отрывок из 57 псалма в течение нескольких часов до рассвета. 12 января 1997 года Гаравито убил 8-летнего мальчика, а затем убил ещё двух несовершеннолетних в этот период.
Жертвами были почти исключительно мальчики, хотя местные СМИ также отметили, что Гаравито приставал и убивал жертв женского пола. В дополнение к 172 первоначальным обвинениям в убийстве, Гаравито также признался ещё в 28 убийствах в 2003 году, из которых пять убитых были взрослыми. По словам Гаравито, голос приказывал ему убить взрослых жертв.

## Убийства за границей
Сообщалось также, что Гаравито действовал в Эквадоре летом 1998 года. Там 20 июля 1998 года он убил 14-летнего Абеля Густаво Лоора Велеса, местного чистильщика обуви и разносчика газет, и 12-летнего Джимми Леонардо Паласиоса Анчундию в Чоне. Оба мальчика были из бедных семей и исчезли в полдень. Впоследствии Гаравито был замечен в школе для девочек в Санто-Доминго, а после сбежал от властей Эквадора, которые готовили операцию по его поимке. Нашли ещё два трупа. Одной из жертв была молодая девушка, которую изнасиловали, пытали, убили и выбросили таким же образом, как это делал Гаравито. Свидетели запомнили его сильный колумбийский акцент, заметив иностранного бродягу, просящего денег в июле и августе того же года. Кроме того, Гаравито также заявил, что он якобы совершил убийство в Венесуэле.

## Выжившие жертвы

### Уильям Трухильо
В 1979 году Гаравито, размахивая мачете, схватил жертву, 9-летнего Уильяма Трухильо Мору (который был опрошен и показан в колумбийской телевизионной программе Los Informantes) в регионе Валье-дель-Каука, когда тот собирался присоединиться к другим играющим детям, обнял его и пригрозил убить его, если он закричит. Трухильо подчинился, и Гаравито отвёл его в заброшенное здание, где насиловал и пытал в течение 12 часов. Когда Гаравито почувствовал, что кто-то находится рядом с домом, он призвал ребёнка молчать. Когда Гаравито потерял сознание от алкоголя, Трухильо удалось сбежать.

### Неопознанный подросток
В 1988 году Гаравито заманил неопознанного подростка и совершил над ним сексуальное насилие возле ресторана El Arepazo в секторе Альто-дель-Рио в Каларке города Киндио, месте, где позже были найдены несколько тел в 20-метровой близости друг от друга.
Одиннадцать лет спустя, 25 января 1999 года (в 42-й день рождения Гаравито), после разрушительного землетрясения власти нашли владельца El Arepazo, который был превращён в руины, — он описал Гаравито и указал им на него, сказав, что знал его много лет, но избегал из-за его проблем с алкоголем и агрессивных наклонностей.

### Карлос Альберто
В начале 1990-х годов Гаравито подошёл к 10-летнему Карлосу Альберто в секторе Черкассия в Киндио. Предложив ему подарки и 200 песо в обмен на работу, Гаравито привёл Карлоса в Альто-де-ла-Таза, где он дружески поговорил с ребёнком. Достигнув уединённого холмистого места, Гаравито приставил нож к горлу Карлоса, прежде чем приступить к связыванию, изнасилованию и пыткам. Сделав это, Гаравито спросил Карлоса, понравилось ли ему это. Униженный и напуганный Карлос заявил, что ему это понравилось, пообещал встретиться на следующей неделе, тем самым побудив Гаравито отпустить его.

### Бренд Бернал
Брэнд Ферни Бернал Альварес был 16-летним юношей, который помогал отцу устраивать петушиные бои в 1990-х годах. Пока Бернал ухаживал за петухами в кабине, Гаравито отвёл его в уединенное место, угрожая ему ножом. Затем он связал, изнасиловал и пытал Бернала, используя различные методы: от семи ударов отвёрткой по Берналу во время изнасилования до избиения юноши до слабости. Бернал сумел освободиться и сбежать от Гаравито.

## Образ действия
По словам Гаравито, он в первую очередь нацелился на детей из бедных семей, которые относились к рабочему классу, бездомным, крестьянам или сиротам. Гаравито искал детей и заманивал их, подкупая их небольшими подарками, такими как деньги, конфеты или случайные заработки. Он приставал к мальчикам с «милыми лицами» и голубыми или зелёными глазами. Сам Гаравито хвастался своей склонностью к «невинным» на вид детям с «белокурой» кожей и волосами. Родившийся и выросший в преимущественно испанском регионе Пайса в Колумбии, Гаравито знал, где найти жертв, которые соответствовали его критериям.
Боясь темноты, он подходил к ним средь бела дня в общественных местах, начиная от сельской местности и заканчивая многолюдными городскими улицами. Гаравито также пил бренди около школьных зон по вечерам, чтобы поджидать ничего не подозревающих жертв. Он предлагал лёгкую работу за деньги и представал в образе католического священника, школьного учителя, пожилого человека, чтобы эффективнее заманивать жертв. Чтобы не допустить возникновения подозрений относительно его деятельности, Гаравито часто менял облик.
Как только он завоёвывал доверие ребенка, Гаравито обычно отправлялся в уединённое место или на место массового захоронения с жертвой, побуждая её говорить о своей личной жизни, пока она не уставала и не становилась уязвимой, что затем делало её лёгкой в обращении. Выпив около половины бутылки бренди, Гаравито связывал детей, запугивая их ножом, пока насиловал их, а иногда и мастурбировал. По словам Гаравито, он заключил «договор с дьяволом», и сатанинские ритуалы также были включены в убийства детей, которые были очевидными кровавыми жертвами.
Дети часто подвергались насилию и пыткам одновременно в течение длительного времени. Жертвы были ранены отвёрткой в ягодицы, руки и ноги, а затем их ягодицы были содраны сломанными лезвиями, которые Гаравито вставил между пальцами. Пока они были живы, Гаравито отрезал их гениталии и помещал им в рот. Сильно избивал, жёг, топтал и оставлял им колото-резаные раны на спине, животе и горле. В некоторых случаях они подвергались сексуальному насилию и расчленению.[13]
Кульминация убийств наступала, когда он обезглавливал ребёнка заживо или перерезал горло, оставляя отрезанные гениталии во рту отрубленной головы. Некрофилия также иногда имела место, но Гаравито мог достичь оргазма только избивая и нанося удары ножом живым жертвам во время полового акта. Все тела детей были найдены полностью голыми, со следами укусов и признаками изнасилования. Рядом с телами были найдены ёмкости со смазкой, а также пустые бутылки дешёвого колумбийского бренди. На большинстве трупов были обнаружены следы длительных пыток.

## Арест, следствие и суд
Гаравито был задержан местной полицией всего несколько дней спустя по несвязанному обвинению в попытке изнасилования 12-летнего Джона Ивана Сабогала. 22 апреля 1999 года Гаравито пил бренди вечером, когда столкнулся с Сабогалом, продающим лотерейные билеты в городе Вильявисенсио. Представившись Бонифасио Морерой Лискано, местным политиком Гаравито схватил Сабогала, стал угрожать ребёнку ножом, заставил его молчать. Притворившись, что обнимает Сабогала, Гаравито проводил его в такси, выйдя из которого, заставил его перелезть через забор из колючей проволоки, который вёл к уединённому склону холма. В этом месте Гаравито связал Сабогала, постоянно крича: «Я садист?» Затем он издевался над ребёнком с лезвием, выкрикивал различные непристойности, мастурбировал.
Рядом находился бездомный 16-летний подросток, который услышал звуки борьбы между Гаравито и ребёнком. Подросток начал ругаться и бросать камни в Гаравито. Гаравито преследовал подростка с кинжалом. Оба мальчика убежали в фермерский дом Роза Бланка, расположенный на дороге Ла Коралина в Вильявисенсио, где их встретила 12-летняя девочка. Позже Гаравито добрался до фермерского дома, агрессивно спрашивая у девочки дорогу. Она направила Гаравито в лес, где он и заблудился. Была вызвана полиция, в результате чего начались поиски. Власти обнаружили Гаравито, выходящего из леса примерно в 7:00 вечера, когда они призывали разгневанных местных жителей не участвовать в поисках. Он представил им поддельное удостоверение личности и заявил, что он политик Лискано. Несмотря на это, они всё равно заподозрили, что это был Гаравито. 4 июля 1999 года их подозрения подтвердились.
Для Министерства юстиции Колумбии признания Гаравито было недостаточно. У Гаравито было редкое заболевание глаз, которое встречается только у мужчин определённой возрастной группы. Его очки были специально разработаны для его уникальной болезни. Эти очки были найдены на месте преступления. Гаравито также оставил бутылки бренди, нижнее бельё и обувь. У жертв была обнаружена его ДНК, а также другие оставленные вещи. Полиция запланировала для всей тюрьмы, где содержался Гаравито, пройти обследование глаз, результаты которого помогли бы полиции сопоставить очки с Гаравито. Они сделали эту процедуру обязательной для всех заключённых, чтобы Гаравито ничего не заподозрил и не попытался скрыть болезнь. Его рост 165 см (5 футов 5 дюймов) и хромота также сыграли решающую роль в связи с выводами следователей.
Пока Гаравито был вне своей камеры, детективы взяли образцы ДНК с его подушки и вещей в доме. ДНК, обнаруженная у жертв, совпала с ДНК, обнаруженной в камере Гаравито. Гаравито допрашивали более 12 часов в октябре; детектив зачитывал вслух его преступления, пока он не заплакал и не признался. Он утверждал, что не был гомосексуалистом, а стал жертвой сексуального насилия в детстве. Он был признан виновным по 138 из 172 эпизодов. Суммарный срок по всем преступлениям составил 1853 года и 9 дней тюремного заключения — самый длительный срок в истории Колумбии. Однако колумбийское законодательство ограничивает тюремное заключение 40 годами, и, поскольку Гаравито помог полиции найти тела жертв, его приговор был дополнительно сокращён до 22 лет.

## В заключении
Гаравито отбывал наказание в тюрьме строгого режима в Вальедупаре в департаменте Эль-Сесар в Колумбии. Его держали отдельно от всех других заключённых, поскольку опасались, что его немедленно убьют. Он мог бы получить право на условно-досрочное освобождение в 2023 году, после отбытия 60% своего срока. В 2021 году судья отклонил ходатайство о досрочном освобождении Гаравито за хорошее поведение на том основании, что он не возместил ущерб потерпевшим.
Гаравито сохранял надежду, выразив колумбийскому сенатору Карлосу Морено де Каро явные планы войти в колумбийский конгресс, стать пастором-пятидесятником и жениться на женщине в надежде, что он сможет помочь детям, подвергшимся насилию, после освобождения. Гаравито страдал от тяжёлой формы рака глаз и лейкемии, из-за чего он ослеп и ослаб, ему требовались ежедневные переливания крови. Большую часть времени он проводил за изготовлением браслетов, серёжек и ожерелий в медицинском отделении тюрьмы Вальедупара. Психиатры диагностировали у него антисоциальное расстройство личности и отметили нарциссические черты характера.[56]

## Смерть
Умер 12 октября 2023 года в больнице Вальедупара в возрасте 66 лет.